# Allium hamrinense
Allium hamrinense är en amaryllisväxtart som beskrevs av Hand.-mazz. Allium hamrinense ingår i släktet lökar, och familjen amaryllisväxter. Inga underarter finns listade i Catalogue of Life.